# Salto de Eyipantla

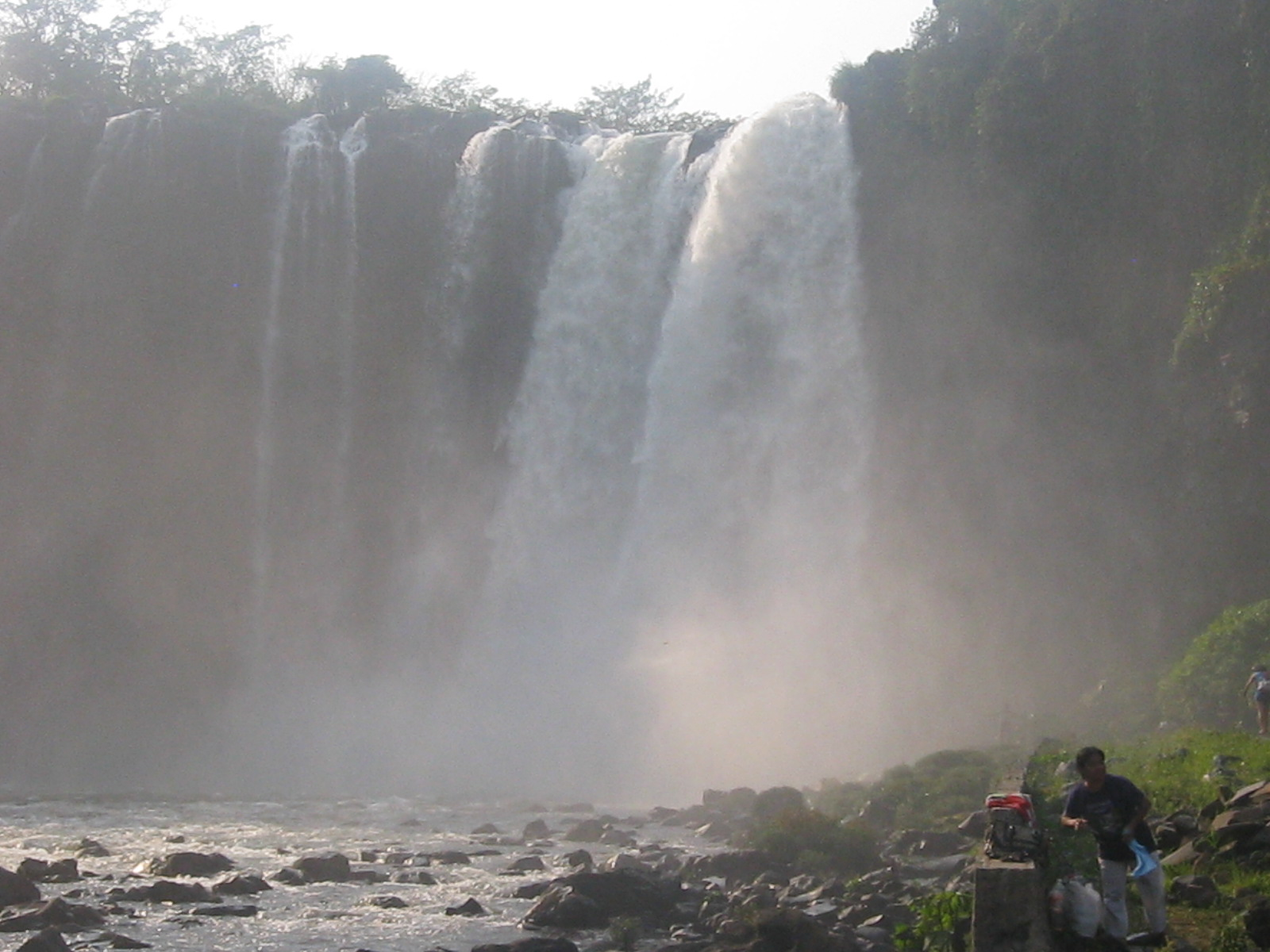
Salto de Eyipantla

Salto de Eyipantla es el nombre de una cascada ubicada en el municipio de San Andrés Tuxtla, en Veracruz, México. El salto tiene 40 metros de ancho y 50 de altura. La cascada está alimentada por el Río Grande de Catemaco. 

## Etimología
La palabra eyipantla proviene del nahuatl eli (tres), pantli (barranco) y tla (niña), pudiendo traducirse como Salto de tres chorros.

## Curiosidades
Algunas escenas de la película Apocalypto, "La Hija de Moctezuma" fueron grabadas en una replica exacta